# John of Cambo
Sir John of Cambo († 4. August 1306 in Newcastle) war ein schottischer Adliger und Rebell.
John of Cambo war ein schottischer Laird mit Grundbesitz bei Cambo in East Neuk of Fife. Seine Herkunft ist unbekannt. Er war nicht ein Sohn von Walter of Cambo, der 1294 als Verwalter von Fife gedient hatte. Dieser hatte zwar einen Sohn namens John, der jedoch zu Beginn des 14. Jahrhunderts als Sheriff und Knight of the Shire für Northumberland ein loyaler Unterstützer des englischen Königs war. Nach dem englischen Sieg im Krieg gegen Schottland und der Abdankung von König John Balliol schwor Cambo wie viele andere schottischen Adligen dem englischen König Eduard I. als neuen Oberherrn von Schottland die Treue. Als es dann aber ab 1297 zum Unabhängigkeitskrieg gegen England kam, unterstützte Cambo Ende des 13. Jahrhunderts die Guardians in ihrem Kampf gegen den englischen König. Wie der Guardian John Comyn und zahlreiche andere Adlige wollte er sich angesichts der hoffnungslosen Lage 1304 in St Andrews ergeben. Cambo sollte dem englischen König erneut die Treue schwören, doch dazu kam es wegen eines Streits mit den anglo-französischen Baron Henry de Beaumont nicht. Beaumont beanspruchte die Einkünfte aus dem Fischereihafen Crail im Namen seiner Schwester Isabel de Vescy, die dies als ihr ererbtes Recht beanspruchte. Die Einkünfte aus Crail beanspruchte auch Cambo, doch 1305 bestätigte die englische Krone das Recht von Isabel, die es an ihren Bruder Henry weitergab. Wohl deshalb unterstützte Cambo die Rebellion von Robert Bruce, der sich im März 1306 zum König der Schotten erhob. Nach der Schlacht bei Methven geriet Cambo in englische Gefangenschaft. Der englische Kommandant Aymer de Valence sandte ihn nach Berwick. Der englische König ließ die Unterstützer der Rebellion von Bruce unbarmherzig bestrafen. Cambo wurde als Verräter verurteilt, nach Newcastle gebracht und dort zusammen mit fünfzehn anderen Rebellen, darunter John Seton gehängt.